# Luigi Gatti (Geschäftsmann)

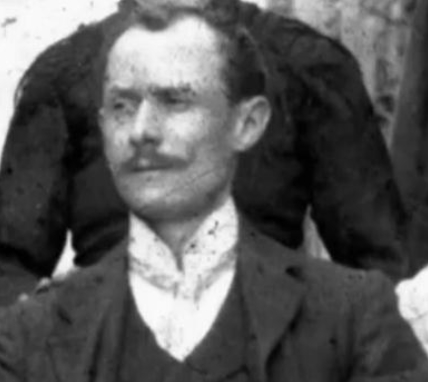
Luigi Gatti

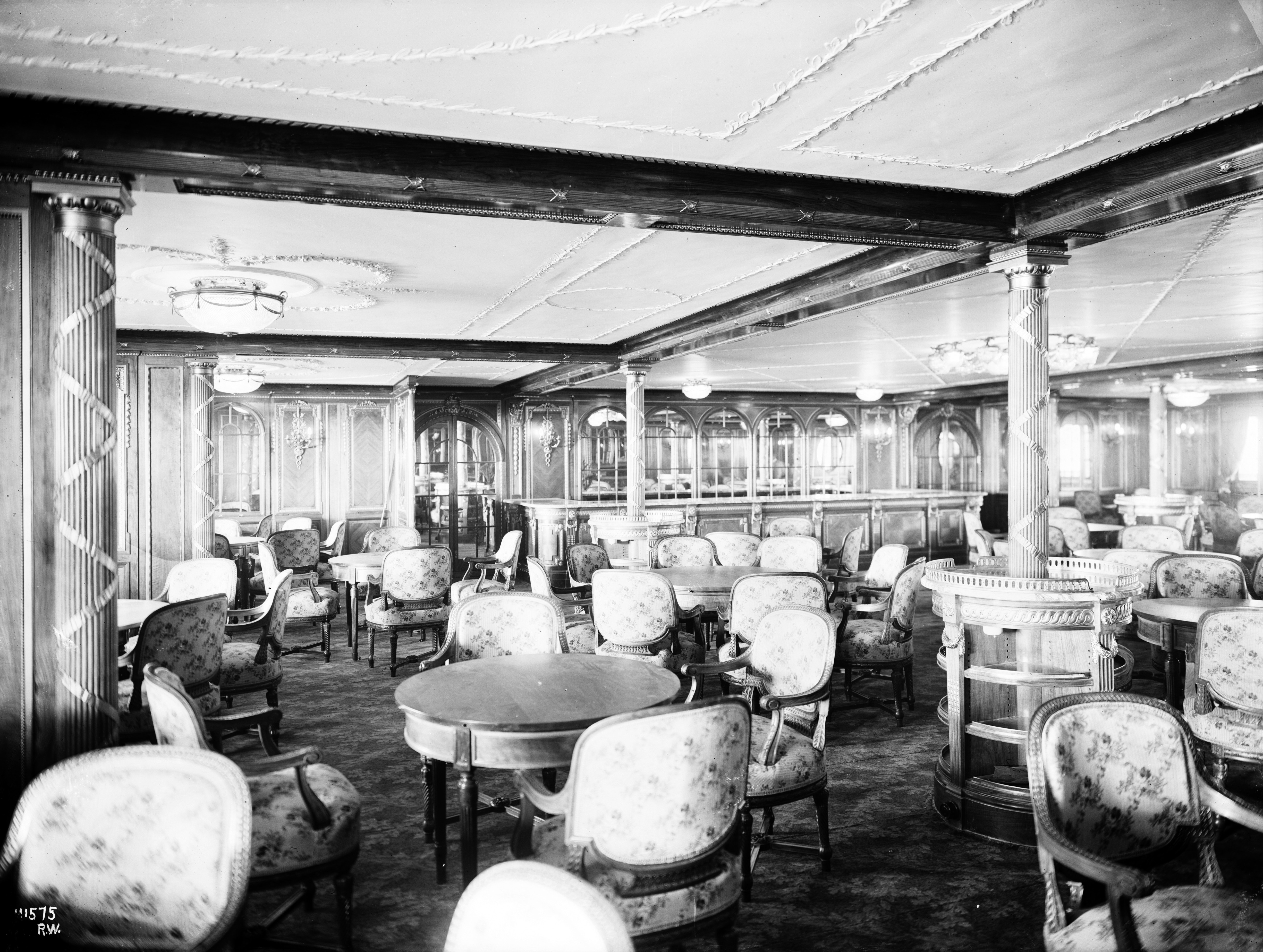
Das À-la-carte-Restaurant auf der Olympic, dem Schwesterschiff der Titanic

Gaspare Antonio Pietro „Luigi“ Gatti (geboren am 3. Januar 1875 in Montalto Pavese (Italien), gestorben am 15. April 1912 im Nordatlantik beim Untergang der Titanic) war ein italienischer Geschäftsmann, bekannt als Manager des À-la-carte-Restaurants auf der Titanic.

## Leben
Gatti war eines von elf Kindern und Sohn von Paolo Gatti, einem lokalen Friedensrichter. 1902 heiratete er Edith Kate Cheese, aus dieser Ehe hatten sie einen Sohn, Luigi Victor, „Vittorio“, der im Jahr 1904 geboren wurde.
Gatti besaß und führte zwei Restaurants in London, Gatti’s Adelphi and Gatti’s Strand, und eines auf der Olympic. Durch den Erfolg dieses Schiffsrestaurants konnte er auf der Titanic ein noch größeres Restaurant mit über 150 Sitzplätzen und über 60 Mitarbeitern eröffnen, zumeist Italiener und Franzosen, die alle direkt bei Gatti angestellt waren, der die Restaurants auf Basis von Konzessionen betrieb. Nur Passagieren der ersten Klasse war es möglich, die Restaurants zu nutzen. Das Angebot, unabhängig von den Standardmenüfolgen und den festen Tischzeiten im allgemeinen Speisesaal die Mahlzeiten einnehmen zu können, war besonders für die wohlhabendsten und prominentesten Passagiere attraktiv.
Gatti starb am 15. April 1912 beim Untergang der Titanic. Sein Leichnam wurde von der CS Minia zwischen dem 26. April und dem 6. Mai 1912 geborgen und auf dem Fairview Cemetery, Halifax, Nova Scotia, Kanada bestattet.